# Dioscorea spiculiflora
Dioscorea spiculiflora är en enhjärtbladig växtart som beskrevs av William Botting Hemsley. Dioscorea spiculiflora ingår i släktet Dioscorea och familjen Dioscoreaceae. Inga underarter finns listade i Catalogue of Life.